# Travis Knight (cestista)
Travis James Knight (Salt Lake City, 13 settembre 1974) è un ex cestista statunitense, professionista NBA nel ruolo di centro.

## Carriera
Dopo aver giocato a livello di scuola superiore per la Alta High School di Sandy (Utah), è passato alla University of Connecticut, ha speso quattro anni nelle file degli Huskies dopo di che si è dichiarato eleggibile per la NBA ed è stato scelto nel draft NBA 1996 al primo giro con il numero 29 dai Chicago Bulls, per i quali non ha mai giocato.
Lungo bianco senza grandissimo talento, si è ritagliato un po' di spazio nella NBA come giocatore di situazione e seppur con un ruolo marginale è stato campione NBA con i Los Angeles Lakers nella stagione 1999-2000.

## Statistiche

### College
| Anno      | Squadra       | PG  | PT | MP   | TC%  | 3P% | TL%  | RP  | AP  | PRP | SP  | PP  |
| --------- | ------------- | --- | -- | ---- | ---- | --- | ---- | --- | --- | --- | --- | --- |
| 1992-1993 | UConn Huskies | 24  | -  | 11,6 | 46,0 | 0,0 | 40,7 | 2,5 | 0,4 | 0,3 | 1,0 | 2,9 |
| 1993-1994 | UConn Huskies | 33  | 8  | 11,8 | 43,9 | -   | 50,0 | 2,9 | 0,7 | 0,4 | 1,0 | 2,5 |
| 1994-1995 | UConn Huskies | 33  | 0  | 23,3 | 55,8 | -   | 65,1 | 8,2 | 1,2 | 0,9 | 1,7 | 9,1 |
| 1995-1996 | UConn Huskies | 34  | 33 | 27,9 | 52,1 | -   | 69,4 | 9,3 | 2,1 | 0,7 | 2,0 | 9,1 |
| Carriera  | Carriera      | 124 | 41 | 19,2 | 51,8 | 0,0 | 62,2 | 6,0 | 1,1 | 0,6 | 1,4 | 6,1 |

### NBA

#### Regular Season
| Anno       | Squadra        | PG  | PT | MP   | TC%  | 3P%  | TL%  | RP  | AP  | PRP | SP  | PP  |
| ---------- | -------------- | --- | -- | ---- | ---- | ---- | ---- | --- | --- | --- | --- | --- |
| 1996-1997  | L.A. Lakers    | 71  | 14 | 16,3 | 50,9 | -    | 62,0 | 4,5 | 0,5 | 0,4 | 0,8 | 4,8 |
| 1997-1998  | Boston Celtics | 74  | 21 | 20,3 | 44,1 | 27,3 | 78,6 | 4,9 | 1,4 | 0,7 | 1,1 | 6,5 |
| 1998-1999  | L.A. Lakers    | 37  | 23 | 14,2 | 51,5 | 0,0  | 75,9 | 3,5 | 0,8 | 0,6 | 0,7 | 4,2 |
| 1999-2000† | L.A. Lakers    | 63  | 0  | 6,5  | 39,0 | -    | 60,7 | 2,0 | 0,4 | 0,1 | 0,4 | 1,7 |
| 2000-2001  | N.Y. Knicks    | 45  | 0  | 5,7  | 18,9 | 0,0  | 50,0 | 1,2 | 0,1 | 0,1 | 0,2 | 0,6 |
| 2001-2002  | N.Y. Knicks    | 49  | 0  | 8,8  | 36,3 | -    | 76,2 | 2,1 | 0,2 | 0,2 | 0,2 | 2,0 |
| 2002-2003  | N.Y. Knicks    | 32  | 0  | 9,0  | 38,5 | 0,0  | 76,9 | 1,9 | 0,4 | 0,3 | 0,3 | 1,9 |
| Carriera   | Carriera       | 371 | 58 | 12,3 | 43,8 | 25,9 | 69,6 | 3,1 | 0,6 | 0,4 | 0,6 | 3,4 |

#### Playoffs
| Anno     | Squadra     | PG | PT | MP   | TC%  | 3P% | TL%  | RP  | AP  | PRP | SP  | PP  |
| -------- | ----------- | -- | -- | ---- | ---- | --- | ---- | --- | --- | --- | --- | --- |
| 1997     | L.A. Lakers | 9  | 0  | 10,3 | 80,0 | -   | 75,0 | 2,0 | 0,3 | 0,3 | 0,3 | 2,1 |
| 1999     | L.A. Lakers | 3  | 0  | 3,3  | 33,3 | -   | 50,0 | 1,7 | 0,3 | 0,0 | 0,0 | 1,0 |
| 2000†    | L.A. Lakers | 14 | 0  | 3,4  | 53,3 | -   | 33,3 | 0,4 | 0,0 | 0,1 | 0,2 | 1,3 |
| 2001     | N.Y. Knicks | 1  | 0  | 1,0  | -    | -   | -    | 0,0 | 0,0 | 0,0 | 0,0 | 0,0 |
| Carriera | Carriera    | 27 | 0  | 5,6  | 60,7 | -   | 50,0 | 1,0 | 0,1 | 0,1 | 0,2 | 1,5 |

## Palmarès
- Campionato NBA: 1

Los Angeles Lakers: 2000
- NBA All-Rookie Second Team (1997)